# 1%의 어떤 것 (2016년 드라마)
《1%의 어떤 것》은 iHQ DRAMA에서 2016년 10월 5일부터 2016년 11월 24일까지 방영된 100% 사전 제작 드라마로, 모바일 동영상 앱 옥수수에서도 9월 30일부터 선공개되었다. 2019년 5월 13일부터 라이프타임에서 일본DVD편집본으로 방영중이다.
이 드라마는 2003년 MBC 일요 로맨스극장이라는 타이틀로 방영된 동명 드라마를 리메이크한 작품으로, 모바일에서는 특성에 맞게 CG와 만화적인 요소들을 더해 차별화를 꾀했다.

## 회차별 부제
| 1화  | 10월 5일  | 인연에서 운명까지 사랑 확률 1%                 |
| 2화  | 10월 6일  | 매치포인트 지는 게임은 안 합니다.              |
| 3화  | 10월 12일 | 문제적 남자 이러는 건 반칙인데요.              |
| 4화  | 10월 13일 | 사업적 관계 그러니까, 나한테 반하지 말아요.    |
| 5화  | 10월 19일 | 남들처럼 한 번도 안 해본 일들의 시작           |
| 6화  | 10월 20일 | 남들처럼 바쁜 일상의 시간을 나누다.            |
| 7화  | 10월 26일 | 선물의 뜻 기억이 추억으로 채워지는             |
| 8화  | 10월 27일 | 어떤 고백 여기 있어. 우리 집에, 내 옆에.       |
| 9화  | 11월 2일  | 질투라는 건 한 번도 느껴보지 못한 의외의 감정  |
| 10화 | 11월 3일  | 미운 정 그러니까 이 남자를 살려둬야 하는 걸까? |
| 11화 | 11월 9일  | 취중진담 우리 힘들어도, 끝까지 가볼래?         |
| 12화 | 11월 10일 | 그녀의 부재 심장이 사라질 것 같은              |
| 13화 | 11월 16일 | 계약의 끝 좋은 사람 만나지 마요                |
| 14화 | 11월 17일 | 거짓말 시간이 약이 될까요?                     |
| 15화 | 11월 23일 | 사랑해 너무 늦은 그 남자의 진심                |
| 16화 | 11월 24일 | 1%의 행운 나를 완벽하게 하는 사람              |